# メロンジュース (曲)
「メロンジュース」は、日本の女性アイドルグループ・HKT48の楽曲。作詞は秋元康、作曲は井上ヨシマサが担当した。2013年9月4日にHKT48の2作目のシングルとしてユニバーサルミュージック（UNIVERSAL SIGMA）から発売された。楽曲のセンターポジションは田島芽瑠と朝長美桜が務めた。

## 背景とリリース
シングルの発売は、『AKB48 32ndシングル選抜総選挙』開票イベント直後の2013年6月13日に開催された「博多レジェンド」公演内で発表された。総選挙で1位を獲得し、センターポジションに就くこととなった指原莉乃の凱旋公演でもあったこの日、メンバーやファンが総選挙での指原の勝利を祝っている最中に指原が「逆サプライズ」として新曲のリリースおよび発売日が9月4日となることを発表した。
詳細については、7月20日に福岡 ヤフオク!ドームで開催された『AKB48・2013真夏のドームツアー 〜まだまだ、やらなきゃいけないことがある〜』初日公演で発表され、アンコール4曲目に指原がセンターポジションを務めるAKB48の32ndシングル表題曲「恋するフォーチュンクッキー」が披露された後、指原がタイトルについて「メロンジュース」となることを発表、次いで発表された選抜メンバーが1人ずつステージに登り、全員が揃うと研究生の田島芽瑠と朝長美桜がセンターを務めることがその場で発表され、そのまま新曲が披露された。発表後、今作でもセンターを務める田島が「福岡を盛り上げるけん、よろしくお願いします」と訴えた。
「スキ!スキ!スキップ!」選抜メンバー16人は、前作から4人が入れ替わった。秋吉優花・岡田栞奈・岡本尚子・谷真理佳が初選抜。朝長は初センター。前作の選抜メンバーのうち、植木南央・下野由貴・中西智代梨・若田部遥が選抜から外れた。研究生が16人中7人と半数近くを占めるが、これはAKB48グループのシングル表題曲では初めてである。
カップリング曲のユニット割りは前作と類似しているが、全タイプの第2トラック収録の「そこで何を考えるか?」は新しく1期生の歌唱となっている。「メロンジュース」の選抜メンバー、「希望の海流」を歌うあまくち姫、「泥のメトロノーム」を歌ううまくち姫の3つのユニットに入らなかったメンバーが「天文部の事情」を歌い、さらに兒玉遥・指原莉乃・田島芽瑠・朝長美桜・宮脇咲良の5人が「波音のオルゴール」を歌っている。
キャッチコピーは「大声で叫ぶんだ!メロンジュース!」。
発売翌年の第65回NHK紅白歌合戦では、HKT48が初出場しトップバッターで当楽曲を披露した。

## 音楽性と批評
表題曲の「メロンジュース」はロック風の曲調の
アイドルソングで、頭を振る動きが特徴だという。さらに、指原によると「コール&レスポンスの多い曲」であるという。

## アートワーク
| Type-A | 岡田栞奈、兒玉遥、指原莉乃、田島芽瑠、朝長美桜、村重杏奈、本村碧唯             |
| Type-B | 兒玉遥、指原莉乃、田島芽瑠、朝長美桜、渕上舞、松岡菜摘、宮脇咲良、森保まどか   |
| Type-C | 秋吉優花、穴井千尋、多田愛佳、岡本尚子、田島芽瑠、谷真理佳、朝長美桜、宮脇咲良 |
| 劇場盤 | 田島芽瑠、朝長美桜                                                             |

CDのジャケットは、指原のフォトブック「さしこ」の撮影も担当した青山裕企が撮影を担当した。

## チャート成績
「メロンジュース」のシングルCDは、2013年9月3日付で222,984枚売り上げ（前作を約1万8000枚上回る）、オリコンデイリーシングルチャートで1位を獲得。さらに、2013年9月16日付オリコン週間シングルチャートにおいて初登場1位を記録した。同チャートにおけるHKT48の1位獲得はデビューから2作連続となり、これはグループからのソロ・ユニットデビューを除く女性アーティストとしては薬師丸ひろ子、沢尻エリカ、NMB48に続く史上4組目（女性グループに限れば2組目）の達成である。初動売上は約26万9000枚となり、前作「スキ!スキ!スキップ!」の約25万枚を上回った。

## ミュージック・ビデオ
「メロンジュース」のミュージック・ビデオは、神奈川県横浜市の横浜BLITZにバックバンドと抽選で選ばれた1000人のエキストラを迎えて撮影され、メンバーは、竹中夏海が「激しく! パンクに!」というテーマで考案した振り付けを披露、「メンバーがジューサーの中でかき回されてHKT48全体がメロンジュースになる」というイメージのもと、サビでは激しいヘッドバンギングが繰り広げられた。監督は「スキ!スキ!スキップ!」収録曲「片思いの唐揚げ」（あまくち姫）のミュージックビデオを手掛けた土屋隆俊。

## メディアでの使用
「メロンジュース」には以下のタイアップが付いている。
- TBS『HKT48のおでかけ!』エンディング・テーマ（2013年8月21日 - 12月18日放送分）
- アイア「I-SKY『HKT48 栄光のラビリンス』」CMソング[1]
- ロッテ「クレイジーガム放送局『博多フーセンガールズ篇』・『チューインガム・キス篇』」CMソング[1]

## シングル収録トラック

### Type-A
| #         | タイトル                                | 作詞      | 作曲         | 編曲           | 時間  |
| --------- | --------------------------------------- | --------- | ------------ | -------------- | ----- |
| 1.        | 「メロンジュース」                      | 秋元康    | 井上ヨシマサ | 井上ヨシマサ   | 3:26  |
| 2.        | 「そこで何を考えるか?」                 | 秋元康    | 酒井康男     | 清水哲平       | 4:17  |
| 3.        | 「希望の海流」(あまくち姫)              | 秋元康    | 山上佑       | 野中“まさ”雄一 | 4:12  |
| 4.        | 「メロンジュース（Instrumental）」      |           |              |                | 3:26  |
| 5.        | 「そこで何を考えるか?（Instrumental）」 |           |              |                | 4:17  |
| 6.        | 「希望の海流（Instrumental）」          |           |              |                | 4:10  |
| 合計時間: | 合計時間:                               | 合計時間: | 合計時間:    | 合計時間:      | 23:51 |

| #  | タイトル                           | 作詞 | 作曲・編曲 | 監督       |
| -- | ---------------------------------- | ---- | ---------- | ---------- |
| 1. | 「メロンジュース（Music Video）」  |      |            | 土屋隆俊   |
| 2. | 「希望の海流（Music Video）」      |      |            | 伊江なつき |
| 3. | 「特典映像「夏休み自由研究発表」」 |      |            |            |

DVD特典映像「夏休み自由研究発表」の収録メンバーは、秋吉優花・穴井千尋・安陪恭加・伊藤来笑・井上由莉耶・今田美奈・岩花詩乃・宇井真白・植木南央・上野遥・多田愛佳・熊沢世莉奈・兒玉遥。

### Type-B
| #         | タイトル                                | 作詞      | 作曲         | 編曲         | 時間  |
| --------- | --------------------------------------- | --------- | ------------ | ------------ | ----- |
| 1.        | 「メロンジュース」                      | 秋元康    | 井上ヨシマサ | 井上ヨシマサ | 3:26  |
| 2.        | 「そこで何を考えるか?」                 | 秋元康    | 酒井康男     | 清水哲平     | 4:17  |
| 3.        | 「泥のメトロノーム」(うまくち姫)        | 秋元康    | 立花瞳       | 佐々木裕     | 4:36  |
| 4.        | 「メロンジュース（Instrumental）」      |           |              |              | 3:26  |
| 5.        | 「そこで何を考えるか?（Instrumental）」 |           |              |              | 4:17  |
| 6.        | 「泥のメトロノーム（Instrumental）」    |           |              |              | 4:34  |
| 合計時間: | 合計時間:                               | 合計時間: | 合計時間:    | 合計時間:    | 24:39 |

| #  | タイトル                            | 作詞 | 作曲・編曲 | 監督     |
| -- | ----------------------------------- | ---- | ---------- | -------- |
| 1. | 「メロンジュース（Music Video）」   |      |            | 土屋隆俊 |
| 2. | 「泥のメトロノーム（Music Video）」 |      |            | 月川翔   |
| 3. | 「特典映像「夏休み自由研究発表」」  |      |            |          |

DVD特典映像「夏休み自由研究発表」の収録メンバーは、梅本泉・岡田栞奈・岡本尚子・草場愛・神志那結衣・後藤泉・駒田京伽・坂口理子・指原莉乃・下野由貴・田中菜津美・中西智代梨・松岡菜摘。

### Type-C
| #         | タイトル                                | 作詞      | 作曲         | 編曲         | 時間  |
| --------- | --------------------------------------- | --------- | ------------ | ------------ | ----- |
| 1.        | 「メロンジュース」                      | 秋元康    | 井上ヨシマサ | 井上ヨシマサ | 3:26  |
| 2.        | 「そこで何を考えるか?」                 | 秋元康    | 酒井康男     | 清水哲平     | 4:17  |
| 3.        | 「波音のオルゴール」                    | 秋元康    | 福田貴訓     | SHIKI        | 4:34  |
| 4.        | 「メロンジュース（Instrumental）」      |           |              |              | 3:26  |
| 5.        | 「そこで何を考えるか?（Instrumental）」 |           |              |              | 4:17  |
| 6.        | 「波音のオルゴール（Instrumental）」    |           |              |              | 4:32  |
| 合計時間: | 合計時間:                               | 合計時間: | 合計時間:    | 合計時間:    | 24:35 |

| #  | タイトル                           | 作詞 | 作曲・編曲 | 監督     |
| -- | ---------------------------------- | ---- | ---------- | -------- |
| 1. | 「メロンジュース（Music Video）」  |      |            | 土屋隆俊 |
| 2. | 「メロンジュース（Making Video）」 |      |            |          |
| 3. | 「特典映像「夏休み自由研究発表」」 |      |            |          |

DVD特典映像「夏休み自由研究発表」の収録メンバーは、田島芽瑠・田中優香・谷真理佳・冨吉明日香・朝長美桜・深川舞子・渕上舞・宮脇咲良・村重杏奈・本村碧唯・森保まどか・山田麻莉奈・若田部遥。

### 劇場盤
| #         | タイトル                                | 作詞      | 作曲         | 編曲         | 時間  |
| --------- | --------------------------------------- | --------- | ------------ | ------------ | ----- |
| 1.        | 「メロンジュース」                      | 秋元康    | 井上ヨシマサ | 井上ヨシマサ | 3:26  |
| 2.        | 「そこで何を考えるか?」                 | 秋元康    | 酒井康男     | 清水哲平     | 4:17  |
| 3.        | 「天文部の事情」                        | 秋元康    | 章夫         | 若田部誠     | 3:46  |
| 4.        | 「メロンジュース（Instrumental）」      |           |              |              | 3:26  |
| 5.        | 「そこで何を考えるか?（Instrumental）」 |           |              |              | 4:17  |
| 6.        | 「天文部の事情（Instrumental）」        |           |              |              | 3:44  |
| 合計時間: | 合計時間:                               | 合計時間: | 合計時間:    | 合計時間:    | 22:56 |

## 選抜メンバー
- 秋吉優花
- 穴井千尋
- 多田愛佳
- 岡田栞奈
- 岡本尚子
- 兒玉遥
- 指原莉乃
- 田島芽瑠
- 谷真理佳
- 朝長美桜
- 渕上舞
- 松岡菜摘
- 宮脇咲良
- 村重杏奈
- 本村碧唯
- 森保まどか